# جائزة موناكو الكبرى 1992
جائزة موناكو الكبرى 1992 هو سباق فورمولا 1 أقيم بتاريخ 31 مايو 1992 في حلبة موناكو، مونت كارلو. كان السادس من أصل 16 في بطولة العالم لسباقات الفورمولا واحد موسم 1992. حلّ البرازيلي آيرتون سينا أولا بينما جاء البريطاني نايجل مانسيل في المركز الثاني وحصل على المركز الثالث الإيطالي ريكاردو باتريس.